# Bogué
Boghé oder Bogue, arabisch بوغي, die erstere Schreibweise setzt sich international durch, ist eine Gemeinde in der Verwaltungsregion Brakna von Mauretanien und Hauptstadt des Départements Boghé.

## Geographie
Der Hauptort der Gemeinde Boghé liegt 244 Kilometer südöstlich von Nouakchott auf etwa 15 m Meereshöhe im Südwesten des Landes in der Schwemmlandebene des Grenzflusses Senegal. Die Altstadt mit dem Marktviertel liegt direkt am Ufer.

## Bevölkerung
Im Jahr 1977 lebten in Boghé 7.891 Menschen und 1988 waren es 12.557. Die Bevölkerungszahl der Gemeinde hat in den Jahren 2000 bis 2023 von 37.531 auf 50.205 Einwohner zugenommen. Der Hauptort selbst hat 19.151 Einwohner (2023). Daneben gibt es in der Gemeinde 53 weitere bewohnte Orte.

## Verkehr
Bei Aleg zweigt eine Straße von der Route de l’Espoir nach Süden ab und erreicht nach 70 Kilometern Boghé am Ufer des Senegalflusses. Von Boghé bis Kaédi sind es weitere 105 Kilometer am Fluss entlang aufwärts in südöstlicher Richtung. Flussabwärts nach Westen ist auf einer 2011 fertiggestellten Asphaltstraße nach 205 Kilometern Rosso zu erreichen.

## Persönlichkeiten
- Demba Diop (1927–1967), senegalesischer Politiker, Attentatsopfer